# Schizoprymnus protuberans
Schizoprymnus protuberans är en stekelart som beskrevs av Sergey A. Belokobylskij 1998. Schizoprymnus protuberans ingår i släktet Schizoprymnus och familjen bracksteklar. Inga underarter finns listade i Catalogue of Life.